# Lockheed Martin
Pour les articles homonymes, voir Lockheed (homonymie) et Martin.
Lockheed Martin est une entreprise américaine et mondiale de défense et de sécurité,. Comme ses principaux concurrents, elle conçoit et réalise différents systèmes d'armes de haute technologie tels que des avions de chasse et des missiles. En 2008, 84 % des ventes de l'entreprise ont été faites à l'État américain, et le reste principalement à d'autres États. En 2010, sur les 45,8 milliards de dollars de chiffre d'affaires, 17,3 milliards proviennent de contrats signés avec l'administration américaine (10,9 milliards dans la défense, 6,6 milliards dans le civil).
Lockheed Martin est né en 1995, par la fusion entre Lockheed et Martin Marietta. Les deux entreprises étaient à l'origine des groupes aéronautiques. Aujourd'hui, Lockheed Martin reste entre autres connue pour ses avions de combat, le F-16, le F-22 et le F-35. Ils représentent environ 20 % du chiffre d'affaires en 2008.
Lockheed Martin se classait en 2023 au premier rang mondial pour la production d'armement.

## Historique
Les frères Allan (en) et Malcolm Loughead (en) formèrent la Alco Hydro Aeroplane Company en 1912 à Santa Barbara en Californie, rebaptisée Loughead Aircraft Manufacturing Company en 1916.
La société fit faillite et Allan Loughead recréa la Lockheed Aircraft Company en 1926 à Hollywood, Californie.
Il la revendit en 1929 à Detroit Aircraft Corporation, qui fit faillite à son tour. La société fut recréée une nouvelle fois par les frères Robert E. (en) et Courtlandt S. Gross (en) en 1934 à Burbank, Californie sous le nom de Lockheed Corporation.
En mars 1995, Lockheed Corp. fusionna pour 10 milliards de dollars avec Martin Marietta pour former Lockheed Martin Corporation. Martin Marietta apporta en particulier à Lockheed les lanceurs spatiaux Atlas et Titan.
En janvier 1996, Lockheed Martin fit une nouvelle acquisition majeure, celle des activités électroniques de Loral Corporation à New York pour 9,1 milliards de dollars, récupérant aussi l'important site industriel d'Owego.
À ce moment-là, Lockheed Martin se trouvait être le leader mondial dans le secteur de la défense devant McDonnell Douglas, avec un chiffre d'affaires en 1995 de 14,4 milliards de dollars.
Au cours des années 2000, quatre de ses employés sont morts en Afghanistan et deux autres sont assassinés par Al-Qaïda en Arabie saoudite.
Lockheed a été affecté par la baisse des commandes militaires du Pentagone ordonnée par l'administration Obama, conduisant au licenciement de 730 employés en 2009, auquel il faut ajouter l'annonce, en janvier 2010, de la suppression de 1 200 emplois sur un total de 140 000 (soit 2 % des effectifs),.
En juillet 2015, Lockheed Martin acquiert Sikorsky appartenant à United Technologies pour 9 milliards de dollars,,.
En janvier 2016, Lockheed Martin annonce la fusion de ses activités dans les systèmes informatiques pour les gouvernements avec Leidos, en échange de 1,8 milliard de dollars.
En décembre 2020, Lockheed Martin annonce l'acquisition de Aerojet Rocketdyne, spécialisée dans les moteurs de fusées, pour 4,4 milliards de dollars. En janvier 2022, cette acquisition est annulée par l'opposition des autorités de la concurrence américaine.
En février 2021, Saudi Arabian Military Industries (en), le fabricant d'armes public d'Arabie saoudite, crée une coentreprise avec Lockheed Martin dans le but de développer des capacités nationales par le transfert de technologie et de compétences, ainsi que la formation des ressortissants saoudiens pour produire des biens et fournir des services aux forces armées du Royaume, rendant, à terme, le pays moins dépendant des importations. En effet, selon l'ONU, certains pays occidentaux refusent de vendre des armes l'Arabie saoudite en raison de sa participation à la guerre civile yéménite, qui a engendré la pire crise humanitaire du monde,.

## Véhicules produits ou en projet

### Aéronefs[20]

#### Militaire
- General Dynamics F-16 Falcon
- P-38 Lightning
- Lockheed P-80 Shooting Star
- Lockheed XF-90
- F-104 Starfighter
- Lockheed U-2
- QT-2PC PRIZE CREW
- Lockheed YO-3
- Lockheed A-12 Oxcart
- SR-71 Blackbird
- Lockheed D-21
- XST (Have Blue)
- Lockheed Martin F-117 Night Hawk
- F-22 Raptor
- Lockheed Martin X-35
- F-35 Lightning II
- Lockheed X-27
- Lockheed Martin Polecat
- Quiet Supersonic Transport
- Lockheed Martin Cormorant (en) (projet annulé en 2008)
- Lockheed Martin Desert Hawk
- RQ-170 Sentinel
- Lockheed Martin RQ-3 DarkStar (en)

#### Civil[21]
- LM-100J (projet)
- Sikorsky S-92
- Sikorsky S-76
- Sikorsky M-28
- Hybrid Airship
- X-59 QueSST (projet d'avion expérimental)
- Lockheed L-1011 TriStar
- Lockheed Constellation

### Bateaux
- Sea Shadow

### Sous-marins
- Future submarine program : développement et production des 12 systèmes de combat pour les 12 sous sous-marins conventionnels australiens[22] conçus par Naval Group.

### Blindés légers
Lockheed Martin, associé avec BAe System se sont proposés pour réaliser les remplaçants des véhicules actuels de l'US Army, notamment les Humvees. Northrop Grumman - Oshkosh Corporation, General Dynamics - AM General et Lockheed Martin - BAe Systems ont gagné le projet et signé un contrat avec l'US Army (voir JLTV Project).

### Réacteur à fusion nucléaire
Sur la base de travaux réalisés au sein de sa division Skunk Works, la société Lockheed Martin a annoncé le 15 octobre 2014 qu'elle serait en mesure de construire un prototype de réacteur à fusion nucléaire dans les cinq ans,. Une déclaration qui a laissé sceptique la communauté scientifique, du fait des avancées majeures requises ainsi que du manque de publications scientifiques de la part de l'équipe de Thomas McGuire, responsable technique du projet,,,. Ce réacteur est également désigné sous la dénomination de High beta fusion reactor (en).`

### Aérospatiale
Lockheed Martin est maître d’œuvre du vaisseau Orion pour la NASA.

## Jeux
Lockheed Martin a racheté en 2009 le célèbre simulateur aéronautique Flight Simulator de Microsoft, et l'a renommé Prepar3D, prononcé « Prepared » et souvent abrégé en « P3D ».